# Tomasz Młodzianowski

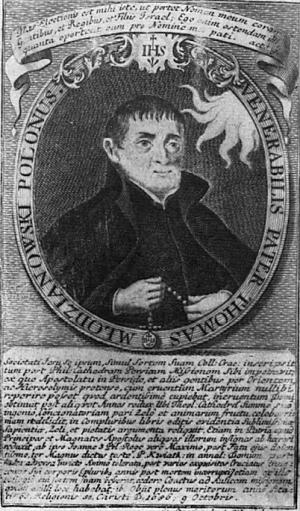
Retrato com lema em latim: Pois ele é um vaso escolhido para mim, para levar o meu nome perante os gentios, os reis e os filhos de Israel; porque eu lhe mostrarei quão grandes coisas ele deve sofrer por causa do meu nome (Atos 9: 15-16)

Dąbrowa – brasão de armas da família Młodzianowski

Tomasz Młodzianowski (brasão de armas Dąbrowa) (nascido em 21 de dezembro de 1622 perto de Ciechanów, morreu em 3 ou 9 de outubro de 1686 em Wolbrom) foi um jesuíta, pregador e escritor polonês.

## Vida
Ele era um membro da Mazovian Yeomanry (Drobna szlachta). Em 1637 iniciou o noviciado jesuíta. Em 1648 ele recebeu as ordens sagradas. De 1654 a 1656 ele foi um missionário em Isfahan. Ao voltar, ele visitou a Terra Santa. Ele foi professor em faculdades em várias cidades da Comunidade Polonesa-Lituana e capelão. Em 1673 ele se tornou o vice- provincial. De 1680 a 1683 foi reitor do conhecido colégio de Poznań. Após sua morte, o rei João III Sobieski disse: A ordem da Sociedade tem uma grande perda neste homem. Ele foi enterrado na igreja de São Pedro e São Paulo em Cracóvia.

## Trabalho
Ele ganhou a fama de um grande pregador. Em 1674, ele falava na missa da coroação de João III Sobieski. Ele escreveu 73 homilias e 179 sermões. Ele costumava publicar discursos ocasionais separadamente. O resto é coletado em seu Kazania i Homilie (Poznań, 1681), com mais de 2.000 páginas em fólio em quatro volumes. Ele evitava a linguagem macarrônica, falava com clareza, tornava a palestra interessante por meio de conceitos, explicava ideias abstratas ao público (por exemplo, comparando os apóstolos aos parlamentares), incluía provérbios. Seus outros trabalhos são:
- Praelectiones (1666-1674) – uma série de manuais que apresentam teologia e filosofia completas
- Integer cursus theologicus et philosophicus – uma versão revisada e ampliada do acima
- Rozmyślania albo Lekcya duchowna – meditações, em 1680-1754 publicado 6 vezes
- Akty przygotowania się na śmierć – sobre a boa morte, entre 1685 e 1758 editado 7 vezes